# Tabata Hidenori
Hidenori Tabata (sinh ngày 15 tháng 8 năm 1970) là một cầu thủ bóng đá người Nhật Bản.

## Sự nghiệp câu lạc bộ
Hidenori Tabata đã từng chơi cho Júbilo Iwata.